# Championnat de Sainte-Lucie de football 2019
Navigation
Édition précédente Édition suivante
La saison 2019 du championnat de Sainte-Lucie de football est la quarante-et-unième édition de la SLFA First Division, le championnat de première division de Sainte-Lucie.
Le Platinum FC remet son titre en jeu face aux neuf meilleures équipes de Sainte-Lucie après l'expansion du championnat de huit à dix clubs. Après neuf journées de compétition, le Platinum FC remporte son deuxième titre consécutif et se qualifie pour le Caribbean Club Shield 2020.

## Équipes participantes
| \| Big Players El Niños Northern United Knights FC Platinum Uptown Rebels Monchy United Ti Rocher VSADC T-Valley \| Localisation des équipes engagées. |
| Big Players El Niños Northern United Knights FC Platinum Uptown Rebels Monchy United Ti Rocher VSADC T-Valley                                          |

| Équipe                    | Classement 2018 | Ville      | Stade                    |
| ------------------------- | --------------- | ---------- | ------------------------ |
| Platinum FC               | Champion        | Vieux Fort | Philip Marcellin Grounds |
| VSADC                     | 2e              | Castries   |                          |
| Ti Rocher                 | 3e              | Ti Rocher  |                          |
| Uptown Rebels             | 4e              | Vieux Fort | Philip Marcellin Grounds |
| Big Players               | 5e              | Marchand   | Marchand Grounds         |
| Northern United All Stars | 6e              | Gros Islet | Gros Islet Cricket Oval  |
| SLSO Monchy United        | Promu           | Monchy     |                          |
| El Niños                  | Promu           | Blanchard  |                          |
| Knights FC                | Promu           | Vieux Fort | Philip Marcellin Grounds |
| T-Valley                  | Promu           | Jacmel     | Jacmel Playing Field     |

Légende des couleurs
- Tenant du titre
- Promu

## Compétition

### Classement
Les dix équipes affrontent leurs adversaires une seule fois.
Le barème de points servant à établir le classement se décompose ainsi :
- Victoire : 3 points
- Match nul : 1 point
- Défaite : 0 point

| Rang | Équipe                    | Pts | J | G | N | P | Bp | Bc | Diff |
| ---- | ------------------------- | --- | - | - | - | - | -- | -- | ---- |
| 1    | Platinum FC T             | 23  | 9 | 7 | 2 | 0 | 24 | 4  | +20  |
| 2    | Uptown Rebels             | 23  | 9 | 7 | 2 | 0 | 16 | 3  | +13  |
| 3    | VSADC                     | 18  | 9 | 6 | 0 | 3 | 15 | 9  | +6   |
| 4    | Northern United All Stars | 14  | 9 | 4 | 2 | 3 | 12 | 6  | +6   |
| 5    | Ti Rocher                 | 13  | 9 | 4 | 1 | 4 | 10 | 17 | -7   |
| 6    | SLSO Monchy United P      | 11  | 9 | 3 | 2 | 4 | 12 | 16 | -4   |
| 7    | Big Players               | 9   | 9 | 2 | 3 | 4 | 12 | 16 | -4   |
| 8    | El Niños P                | 6   | 9 | 1 | 3 | 5 | 9  | 14 | -5   |
| 9    | Knights FC P              | 5   | 9 | 1 | 2 | 6 | 8  | 18 | -10  |
| 10   | T-Valley P                | 4   | 9 | 1 | 1 | 7 | 8  | 26 | -18  |

|  | Champion de Sainte-Lucie 2019                       |
|  | Relégation en deuxième division                     |
|  | T : Tenant du titre P : Promu de la President's Cup |

## Bilan de la saison
Le Knights FC est relégué en seconde division. Ce championnat est organisé au cours de la deuxième moitié de 2019. En terminant deuxième de seconde division, le Knights FC est promu en première division pour la saison 2020.
| Championnat de Sainte-Lucie de football 2019 |                        |
| Champion                                     | Platinum FC (2e titre) |
| Dauphin                                      | Uptown Rebels          |
| Qualifications continentales                 |                        |
| Caribbean Club Shield 2020                   | Platinum FC            |
| Promotions et relégations                    |                        |
| Promus en SLFA First Division                | Knights FC             |
| Promus en SLFA First Division                | GMC United             |
| Relégués en deuxième division                | Knights FC             |
| Relégués en deuxième division                | T-Valley FC            |